# David Cox (konstnär)
David Cox, född 29 april 1783 i Birmingham, död där 7 juni 1859, var en brittisk konstnär.
Den engelske konstnären David Cox var landskapsmålare och kunnig i både akvarell- och oljemålning. Känd för sina många scenerier med walesiska teman, var Cox en av de mest lysande namnen inom engelsk akvarellmålning.
Som tonåring gick han först i lära hos en miniatyrmålare och sedan hos en scendekoratör. Så småningom flyttade han till London, där han tillsammans med John Varley tog lektioner i akvarellmåleri. År 1805 inföll hans första av många besök till den walesiska landsbygden. Samma år målade han sin tidigast daterade akvarell.
Cox var verksam under nästan fyra decennier som akvarellmålare, först under senare delen av karriären bytte han till oljemålning. Han målade huvudsakligen landskapsbilder, i synnerhet från Wales. Några av hans verk är Waiting for the Ferry Boat (1835), en akvarell som förebådar impressionismen; A Welsh Funeral, Betws-y-Coed (cirka 1847–1850), en oljemålning på papper; och The Mill (1853), en akvarell på ett starkt skotskt emballagepapper.
Fastän Cox hade gott rykte som konstnär såldes inte hans verk för stora summor. Istället försörjde han sig själv som teckningslärare och emottog många aristokratiska lärjungar under sin karriär. Han skrev även böcker, bland annat A Series of Progressive Lessons (1811) och A Treatise on Landscape Painting and Effect in Water Colours (1814). Han levde sina sista år kring Birmingham. Hans sviktande hälsa och synskada förstörde allvarligt hans kreativa förmåga.